# Liste der Schaltzeichen (Fluidtechnik)
Liste der Schaltzeichen: Schaltzeichen für Schaltpläne in der Hydraulik und Schaltpläne in der Pneumatik.

## Schaltzeichen der Fluidtechnik (Hydraulik und Pneumatik)
Die Symbole der Fluidtechnik sind in der (Tabellenbuch) DIN ISO 1219:2012 genormt.

### Ströme
Die Richtung von Fluidströmen in der Hydraulik und Pneumatik wird im Allgemeinen durch Pfeile in den entsprechenden Fluidelementen, Leitungen bzw. Ventilen angedeutet.

### Speicher
|  | Speicher, Gasflasche oder Behälter                                                              |
|  | Gas-Druckspeicher mit Blase                                                                     |
|  | Luftbehälter                                                                                    |
|  | Druckluftbehälter                                                                               |
|  | (Flüssigkeits-)Behälter Verbindung mit Atmosphäre                                               |
|  | (Flüssigkeits-)Behälter Verbindung mit Atmosphäre; Rohrverbindung über dem Flüssigkeitsspiegel  |
|  | (Flüssigkeits-)Behälter Verbindung mit Atmosphäre; Rohrverbindung unter dem Flüssigkeitsspiegel |

### Pumpen, Kompressor
|  | Hydraulikpumpe                                             |
|  | Pneumatikpumpe                                             |
|  | Kompressor oder Verdichter                                 |
|  | Hydraulikpumpe mit fester Drehrichtung (rechts oder links) |

### Motoren
|  | Pneumatikmotor |
|  | Hydraulikmotor |

### Übertragung, Aufbereitung

#### Aufbereiter (Wartungseinheit)
|  | Filter                                                                                |
|  | Filter mit Verschmutzungsanzeige                                                      |
|  | Abscheider mit manueller Entwässerung                                                 |
|  | Abscheider mit automatischer Entwässerung                                             |
|  | Öler zum Ölen von Teilen, die durch die Druckluft versorgt werden                     |
|  | Lufttrockner z. B. mittels Chemikalien oder kurzfristige Temperatur- und Druckwechsel |
|  | Wartungseinheit Filter, Abscheider, Druckreduzierventil, Überdruckmesser, Öler        |
|  | Kühler ohne Angabe der Fließrichtung des Kühlmittels                                  |
|  | Kühler mit Angabe der Fließrichtung des Kühlmittels                                   |
|  | Heizung                                                                               |
|  | Temperaturregler Zu- oder Abführung von Wärme                                         |
|  | Schalldämpfer                                                                         |

### Ventile (Stellglieder)

#### Wegeventile
|  | Wegeventil mit zwei Schaltstellungen allgemeines Symbol                                                      |
|  | Wegeventil mit drei Schaltstellungen allgemeines Symbol                                                      |
|  | Wegeventil mit drei Schaltstellungen und vier Anschlüssen allgemeines Symbol                                 |
|  | Wegeventil mit Zwischenstellungen und zwei Endstellungen, auch Proportionalventil genannt allgemeines Symbol |
|  | Ein Durchflussweg (die Anschlüsse sind miteinander verbunden und es kann das Medium hindurch fließen)        |
|  | Sperrstellung (die Anschlüsse sind verschlossen, das Medium kann nicht hindurch fließen)                     |
|  | Zwei Durchflusswege                                                                                          |
|  | Zwei Durchflusswege und ein gesperrter Anschluss                                                             |
|  | Zwei Durchflusswege mit Verbindung                                                                           |
|  | Ein Durchflussweg in Nebenschlussschaltung                                                                   |
|  | |

#### Sperrventile
|  | Rückschlagventil                                                       |
|  | Rückschlagventil Federbelastet                                         |
|  | Gesteuertes Rückschlagventil Schließen wird bei Ansteuerung verhindert |
|  | Gesteuertes Rückschlagventil Öffnen wird bei Ansteuerung verhindert    |
|  | Wechselventil; Oder-Ventil                                             |
|  | Schnellentlüftungsventil                                               |
|  | Zweidruckventil                                                        |
|  | Absperrventil                                                          |

#### Druckventile
|  | Druckbegrenzungsventil einstellbar               |
|  | Folgeventil einstellbar                          |
|  | Folgeventil mit Abflussöffnung                   |
|  | Druckregelventil einstellbar                     |
|  | Druckregelventil einstellbar; mit Abflussöffnung |

#### Stromventile
|  | Drosselventil Querschnitt konstant                         |
|  | Blendenventil Querschnitt konstant                         |
|  | Messblende Querschnitt einstellbar                         |
|  | Drosselventil Querschnitt einstellbar                      |
|  | Drosselventil Querschnitt durch Handbetätigung einstellbar |
|  | Drosselrückschlagventil                                    |

#### Betätigungsarten (von Ventilen)
|  | Muskelkraftbetätigung (allgemein) |
|  | Muskelkraftbetätigung mit Druck- und Zugknopf |
|  | Muskelkraftbetätigung mit Druckknopf |
|  | Muskelkraftbetätigung mit Zugknopf |
|  | Hebel |
|  | Pedal |
|  | Pedal mit zwei Betätigungsrichtungen |
|  | Elektrische Betätigung mit magnetischer Spule. Bei Spannung an der Spule rückt der Ventilblock in Richtung des oberen Endes des Schrägstrichs, der die Spule symbolisiert, und es wird die Schaltstellung aktiv, die in das Quadrat mit den Anschlüssen gelangt. Im gezeigten Fall ist das obere Ende des Schrägstrichs rechts, d. h. der Block mit den Schaltstellungen rückt nach rechts. Dadurch gelangt die linke Schaltstellung in das Quadrat mit den Anschlüssen und wird somit aktiv. |
|  | Elektrische Betätigung mit Elektromotor |
|  | Druckbetätigung direkt; allgemein |
|  | Druckbetätigung direkt; durch Druckluft |
|  | Druckbetätigung direkt; durch Flüssigkeit |
|  | Stößel |
|  | Rollenstößel |
|  | Rollenhebel |
|  | Feder |
|  | Druckbetätigung indirekt mit pneumatisch betätigter Vorstufe |
|  | Parallelbetätigung z. B. Betätigung durch Druckknopf oder pneumatischer Vorstufe |
|  | Serienbetätigung z. B. elektrischer Magnet betätigt Druckventil, welches das Hauptventil betätigt |

### Aktoren/ Zylinder (Arbeitsglieder)
|  | Zylinder einfach wirkend mit Rückhub-Feder                                  |
|  | Zylinder doppelt wirkend                                                    |
|  | Zylinder doppelt wirkend, vereinfachte Darstellung                          |
|  | Zylinder (Gleichlaufzylinder) doppelt wirkend mit zweiseitiger Kolbenstange |
|  | Zylinder doppelt wirkend mit kolbenseitiger Dämpfung                        |
|  | Zylinder doppelt wirkend mit kolbenseitiger einstellbarer Dämpfung          |
|  | Zylinder doppelt wirkend mit beidseitiger Dämpfung                          |
|  | Teleskopzylinder einfach wirkend                                            |
|  | Teleskopzylinder doppelt wirkend                                            |
|  | Pneumatischer Muskel                                                        |

### Mess- und Anzeigegeräte (Messglieder)
|  | Manometer, Druckmessgerät      |
|  | Differenzdruckmessgerät        |
|  | Temperaturmesser (Thermometer) |
|  | Flüssigkeitsniveaumesser       |
|  | Volumenstrommessgerät          |
|  | Volumenstromanzeiger           |
|  | Drehzahlmessgerät              |
|  | Drehmomentmessgerät            |